# Ansonia siamensis
Az Ansonia siamensis a kétéltűek (Amphibia) osztályába és a békák (Anura) rendjébe és a varangyfélék (Bufonidae) családjába tartozó nem egyik faja. Csak Thaiföldön található meg. Élőhelye a trópusi, szubtrópusi őserdők, folyók. A faj státusza sebezhető, mert eddig csak öt helyen találtak példányokat.